# 4e régiment interarmes d'outre-mer
Pour les articles homonymes, voir 4e régiment.
Le 4e régiment interarmes d'outremer (4e RIAOM) est un régiment mixte (infanterie et cavalerie) de l'Armée de terre française, stationné en Côte d'Ivoire et au Niger.

## Création et différentes dénominations
- 1er novembre 1964 : création du 4e régiment interarmes d'outremer par regroupement du groupement motorisé no 40 et du groupement saharien no 42
- 31 août 1974 : renommé 4e bataillon d'infanterie de marine (puis 43e bataillon d'infanterie de marine)

## Historique du régiment
La portion centrale du régiment est située à Port-Bouët, avec l'état-major, la 40e compagnie de commandement et de base et le 40e escadron blindé d'infanterie de marine, tandis que le 42e escadron blindé d'infanterie de marine se trouve à Niamey.
En juillet 1974, à la demande du gouvernement du Niger, le détachement français doit évacuer Niamey et le régiment devient un bataillon le 1er septembre 1974.

## Drapeau
Le 4e RIAOM garde les traditions du 4e régiment de tirailleurs sénégalais.

## Insigne

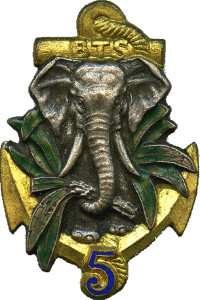
Insigne du BTS no 5, identique à celui du 4e RIAOM sauf les inscriptions.

L'insigne a la description officielle suivante : « ancre d'infanterie de marine d’or chargée d’une rencontre d’éléphants d’argent issant de feuilles au naturel. Sur la trabe l’inscription 4e RIAOM de sable ». L'éléphant d'Afrique à grandes oreilles, en position d'intimidation, est symbole de force et d'efficacité et les feuilles font référence aux bananiers, richesses de la Côte d'Ivoire.
Il reprend à l'identique (sauf l'inscription) celui du groupement motorisé no 40, lui-même issu du bataillon de tirailleurs sénégalais no 5. Il est homologué G.2052 en décembre 1964 et fabriqué par Drago.